# Sissinghurst Castle

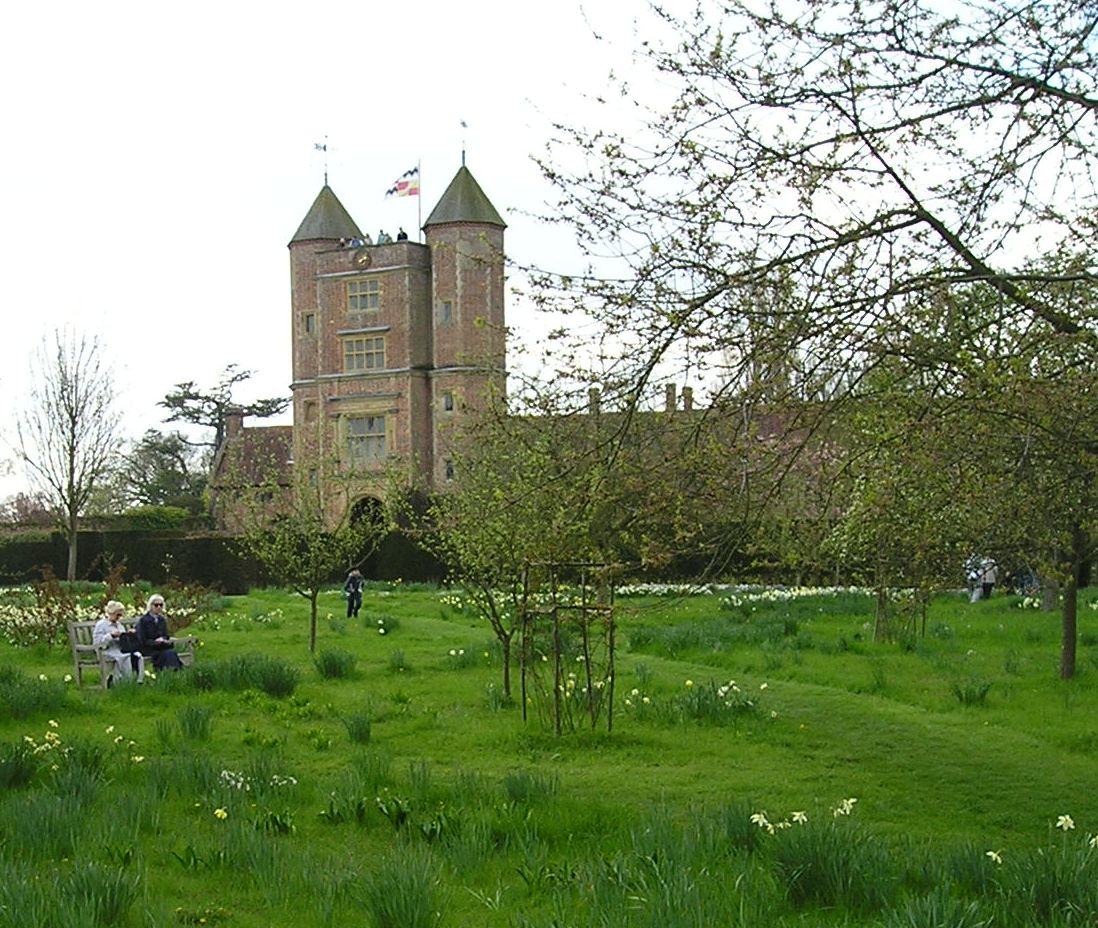
Sissinghurst im April

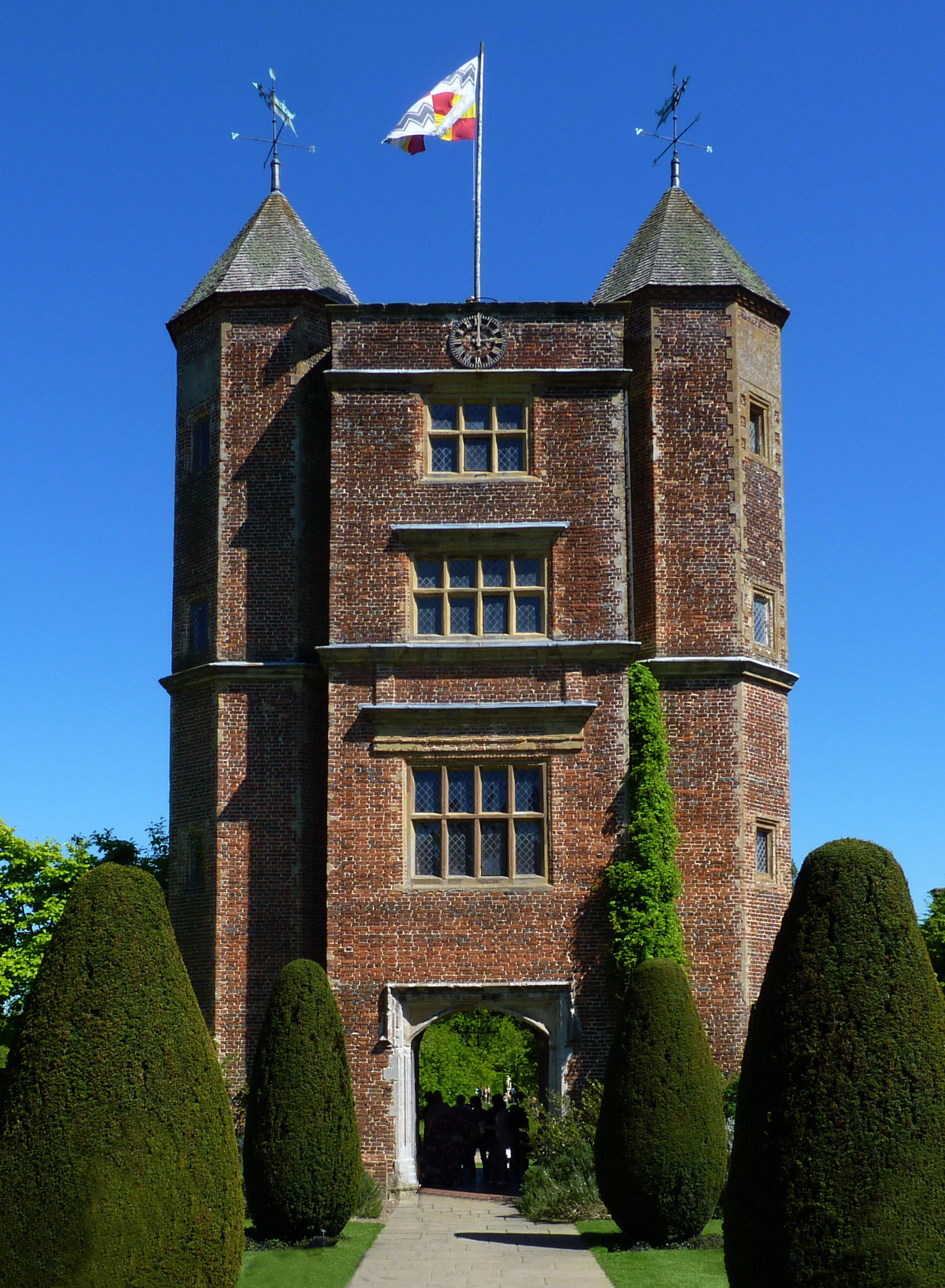
Die Türme im Garten von Sissinghurst

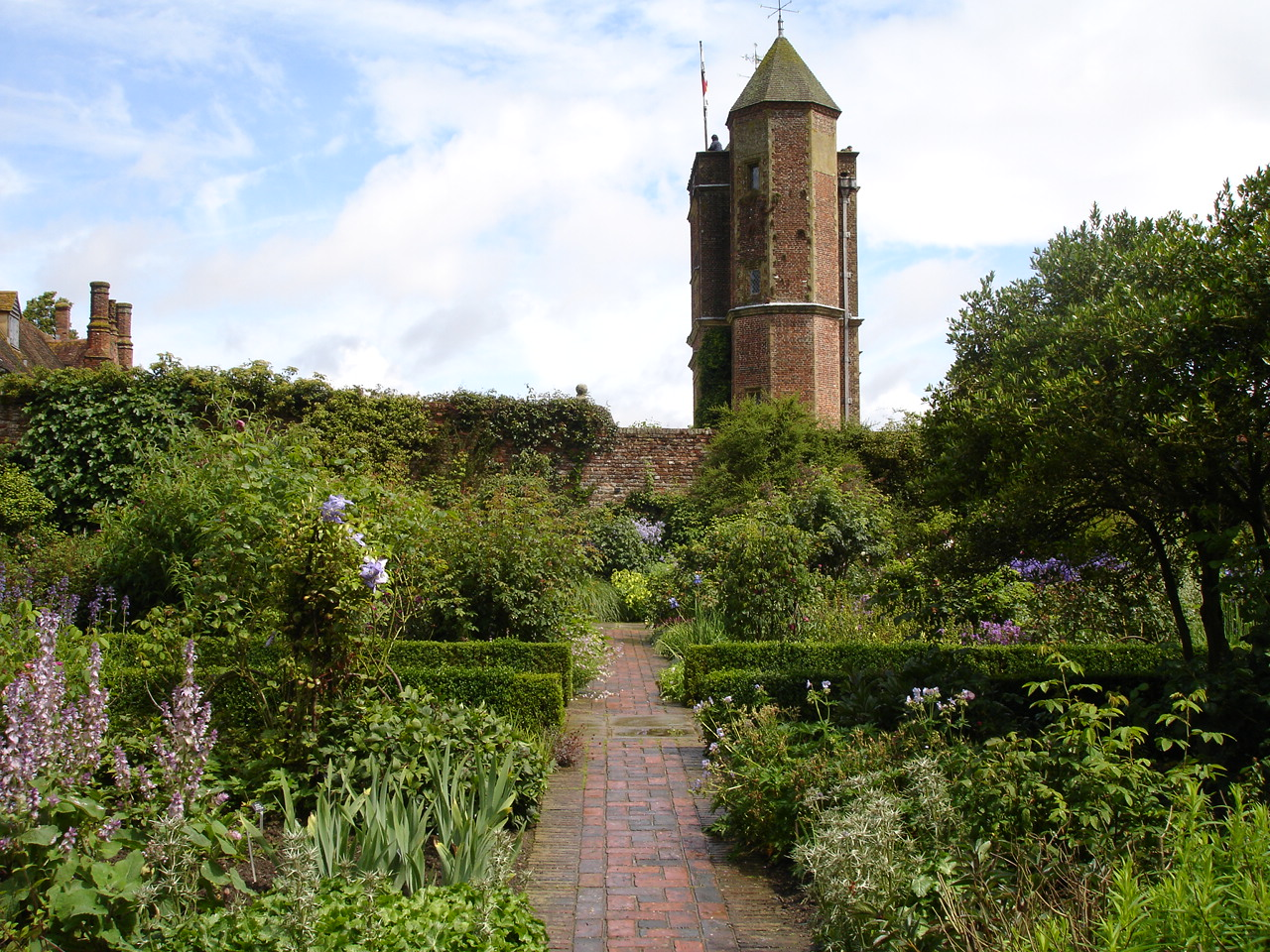
Blick vom Garten auf den Doppelturm

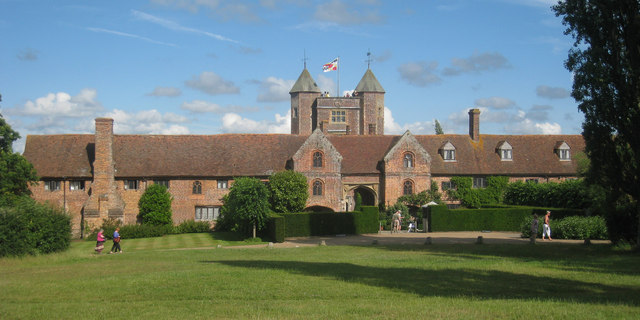
Blick auf das Schloss

Sissinghurst Castle ist ein historischer Landsitz in der englischen Grafschaft Kent, etwa 40 Kilometer südwestlich von Canterbury. Berühmt geworden ist der Garten, der ab 1930 von Vita Sackville-West und ihrem Mann Harold Nicolson angelegt und in dieser Form erhalten wurde. Heute ist Sissinghurst im Besitz des National Trust. Die für die Öffentlichkeit zugängliche Anlage zählt mit mehr als 160.000 zahlenden Besuchern jährlich zu einer der beliebtesten Gartenanlagen der Welt.
Die Wohnanlage besteht aus fünf einzeln stehenden Gebäuden: Dem Haupthaus, der langen Bibliothek, dem (Doppel-)Turm, dem South Cottage sowie dem Priest's House.

## Geschichte
Der Name Sissinghurst stammt aus dem Altenglischen und bedeutet Lichtung in den Wäldern. Im Mittelalter wurde an dieser Stelle ein Landgut erbaut, das durch einen Burggraben geschützt war. Das ursprüngliche Gebäude wurde 1480 von der Familie Baker erworben und durch ein großes Gutshaus ersetzt. Dies war eines der ersten großen Häuser in Kent, das mit Ziegel anstatt in Fachwerk gebaut wurde. Die Bakers waren durch Heirat mit den Sackvilles in Knole verbunden.
1756 wurde das Haus der Regierung überlassen, die es im Verlauf des Siebenjährigen Krieges als Gefängnis für über 3.000 französische Kriegsgefangene nutzte. Aus dieser Zeit stammt auch der Begriff des Castle of Sissinghurst. Nach dem Krieg war das Anwesen zu über zwei Drittel zerstört. In den folgenden 50 Jahren wurden die verbliebenen Gebäude als Armenhaus genutzt. 1855 ging das Anwesen an die Familie Cornwalli, die den Bauernhof erbaute, da die alten Gebäude kaum noch bewohnbar waren. 1928 stand es zwei Jahre zum Verkauf.
Vita Sackville-West und ihr Ehemann Harold Nicolson wurden auf Sissinghurst aufmerksam, nachdem sich ihr Anwesen Long Barn in der Nähe von Sevenoaks in Kent als zu eng für weitere Entwicklungen herausgestellt hatte. Obgleich Sissinghurst sehr verfallen war und sie wussten, dass ihnen enorme Kosten und viel Arbeit bevorstand, kauften sie es im Jahre 1930. Für Vita Sackville-West war Sissinghurst die symbolische Verbindung zu ihrem geliebten Geburtsort Knole. Sie war das einzige Kind und Erbe von Lionel, dem 3. Lord Sackville. Als Frau konnte sie Knole jedoch nicht erben, es fiel an ihren Onkel.
Der Entwurf des Gartens von Harold Nicolson und die Bepflanzung durch Vita Sackville-West waren stark durch die Gärten von Gertrude Jekyll und Edwin Lutyens sowie durch den Garten von Hidcote Manor beeinflusst. Letzterer wurde von Lawrence Johnston entworfen. Noch 1930 wurden die Katen im Oberen Hof abgerissen, der Löwenteich (heute Senkgarten) im Unteren Garten angelegt, und es wurde damit begonnen, die Grabmauern freizulegen und den Nussgarten auszuholzen. Im darauf folgenden Jahr wurde ein Weiher fertiggestellt und der Eingangsbogen des Vorhofes wieder geöffnet. Noch im selben Jahr konnten fast alle Schutthaufen im Garten beseitigt werden. Im Jahr 1932 zogen Harold und Vita nach Sissinghurst, nachdem sie Long Barn vermietet hatten. Die Mutter Vita Sackville-Wests, Lady Sackville, schenkte Sissinghurst sechs Bronzevasen. Im selben Jahr stellten Harold und Vita den Architekten A. R. Powys ein.
Für die Öffentlichkeit wurde Sissinghurst bereits 1938 zugänglich gemacht. Der National Trust übernahm das Gelände 1967, die Familie hat aber weiterhin Wohnrecht. Seit 1992 wird sowohl die Anzahl der gleichzeitigen Besucher im Garten als auch die Gesamtbesucherzahl pro Jahr geregelt. Letztere wird seitdem auf um 160.000 gehalten, um den Garten zu schonen.
Im Mai 2013 übernahm Troy Scott Smith den Posten des Obergärtners in Nachfolge von Alexis Datta. Diese hatte sich wegen öffentlich ausgetragener Streitigkeiten mit der Familie Nicolson um die Gestaltung des Gartens frühzeitig pensionieren lassen. Der medienerfahrene Troy Scott Smith liegt eher auf der Linie von Adam Nicolson, 5. Baron Carnock, dem Enkel von Sackville-West, der einen entspannteren Stil im Garten befürwortet. Er hofft, „mehr von Vitas künstlerischen Geist in die Bepflanzung zurückzubringen.“
Obergärtner:
- Jack Vass 1939–1941 und 1946–1957[5][6]
- Ronald Platt 1957–1959
- Pam Schwerdt und Sibylle Kreutzberger 1959–1981[7]
- Sarah Cook und Alexis Datta 1981–2013
- Troy Scott Smith 2013–2019 und seit 2021
- Michelle Cain 2019-2021

## Der Garten
Harold Nicolson und Vita Sackville-West unterteilten das rund fünf Hektar große Gelände in zehn abgeschlossene Gartenräume. Als ‚Wände‘ dienen mehr als mannshohe, akkurat geschnittene Eibenhecken; aber auch erhaltene Mauern wurden mit einbezogen. Jeder der ‚Gärten im Garten‘ hat ein bestimmtes Thema; so gibt es den Weißen Garten, den Rosengarten und den Kräutergarten. Die Gestaltung des Gartens verbindet eine große Schlichtheit der Gesamtanlage mit opulenter Bepflanzung.

### Oberer und Unterer Hof
Der Obere Hof mit seiner großzügigen Rasenfläche bildet das Entrée des Gartens. An zwei Seiten ist er gesäumt von der berühmten violetten Rabatte. Durch den Durchgang im Turm gelangt man in den Unteren Hof, ebenfalls geprägt von einer Rasenfläche. Die umgebenden Mauern sind mit Clematis und Rosen bewachsen.

### Der Turm
Der Doppel-Turm ist einer der ältesten Bestandteile von Sissinghurst Castle. Eine Holzwendeltreppe führt auf die oberen Etagen, in die sich Vita Sackville-West zum Lesen und Arbeiten zurückzuziehen pflegte. Von der Aussichtsplattform auf dem Turm gibt es einen Blick auf das gesamte Anwesen, bei gutem Wetter bis nach Canterbury.

### Der Rosengarten
Der Rosengarten dokumentiert Vita Sackville-Wests Vorliebe für alte Rosensorten. Sie liebte deren üppigen Blüten, samtigen Farben und ihren Duft und nahm in Kauf, dass sie, im Gegensatz zu modernen Sorten, nur einmal im Jahr (im Juni) blühen. Heute wird die Blütezeit des Gartens durch Stauden und Clematis verlängert.

### Der Lindengang
Der Lindengarten war Harold Nicolsons Werk. Mit ihm schuf er einen klassischen italienischen Garten, mit kleinen Statuen an jedem Ende, aufgelockert durch toskanische Terracottatöpfe. Der Lindengang ist ein Frühlingsgarten, der im übrigen Jahr nicht durch Blüten geschmückt ist. Wegen der vielen Blumenzwiebeln im Boden können keine anderen Pflanzungen vorgenommen werden. Nur die Blumen in den Terracottatöpfen blühen außerhalb dieser Zeit.

### Der Bauerngarten
Das South Cottage am Rande des Bauerngartens wurde nach Kauf von Sissinghurst als erstes Gebäude bewohnbar gemacht. Der Bauerngarten wurde dabei als eine Steigerung des klassischen englischen Gartens angelegt. Da sich Vita Sackville-West als auch Harold Nicolson gleichermaßen intensiv um die Blumen kümmerten, sind die Unterschiede in den Vorlieben hier gut zu sehen. Während Harold Nicolson das Formale liebte, aber Unterschiede zuließ, bevorzugte Vita Sackville-West das Opulente, jedoch möglichst in einer Farbe (abhängig von der Jahreszeit). Die Gartenbank an der Seite des Bauerngartens ist ein Entwurf von Edwin Lutyens. Am anderen Ende des Gangs, am Wassergraben, steht eine Statue des griechischen Gottes Dionysos.

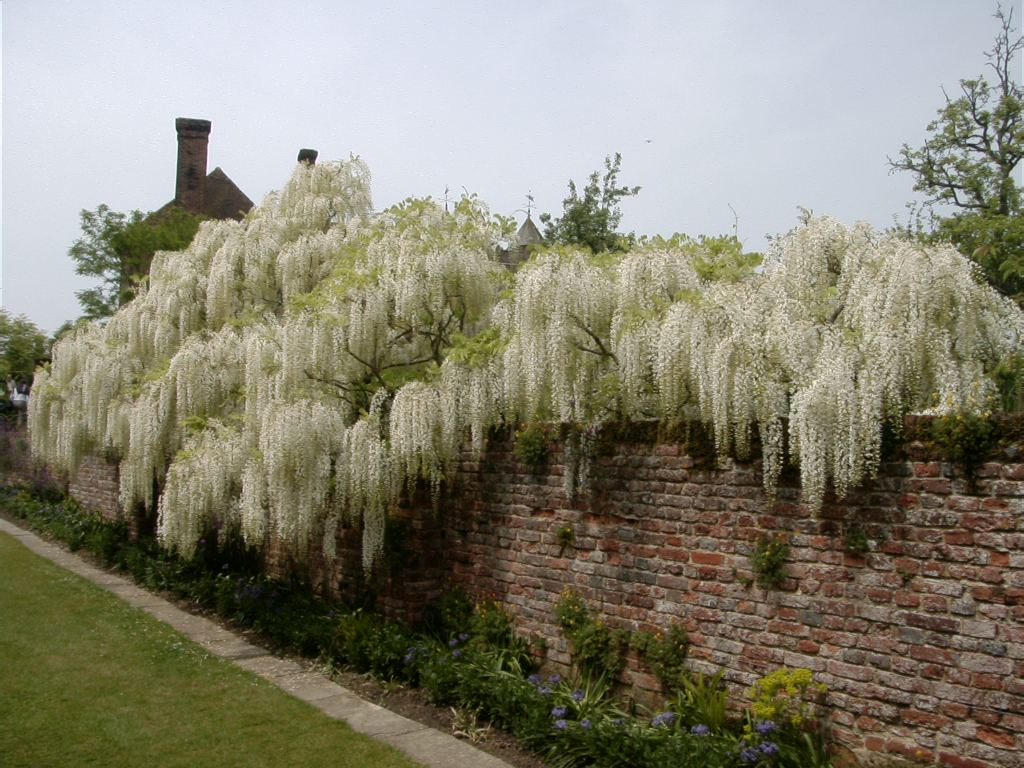
Grabengang mit Wisteria

### Der Grabengang und der Nussgarten
Vom Bauerngarten zum Wassergraben führt der Grabengang. Auf der einen Seite ist der Gang durch eine Ziegelwand begrenzt, an der die Blüten einer weißen Wisteria herunterhängen. Auf der anderen Seite befindet sich eine Azaleenböschung, an die der Nussgarten anschließt.

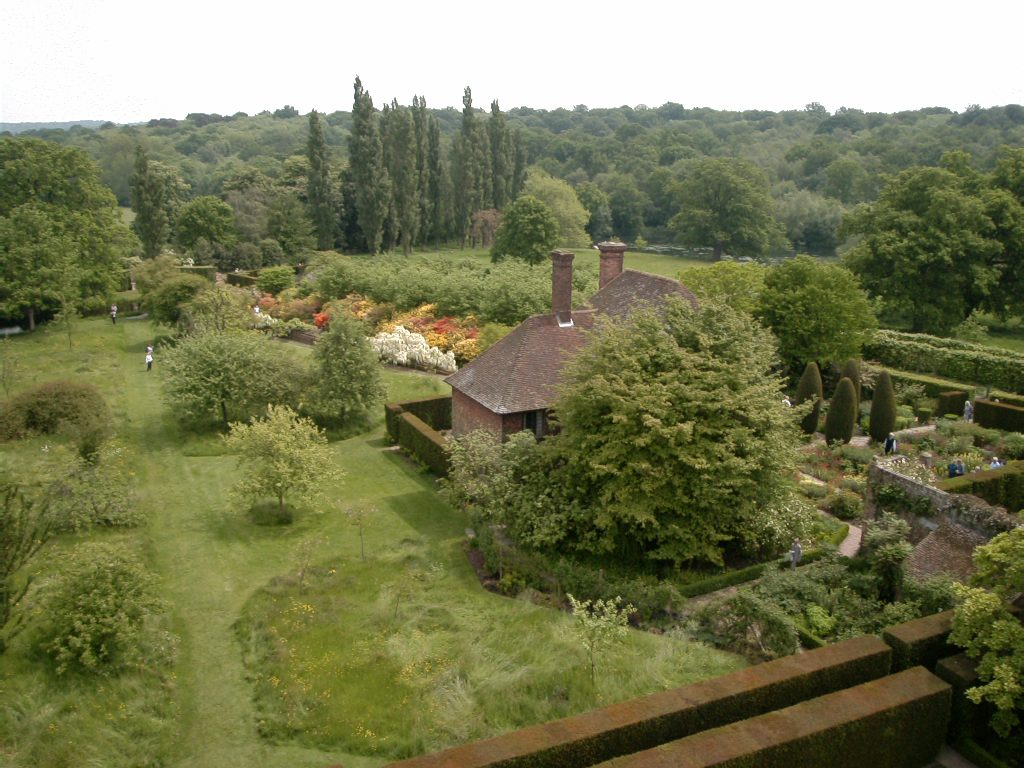
Blick in Richtung Kräutergarten

### Der Kräutergarten
Am südöstlichen Zipfel des Gartens liegt der Kräutergarten, mit seinen über hundert Kräuterarten angeblich der artenreichste Kräutergarten Englands. Vita Sackville-West konnte angeblich jedes Kraut mit geschlossenen Augen am Geruch bestimmen.

### Der Wassergraben und der Obstgarten
Vom ursprünglichen Wassergraben rund um das Anwesen ist nur noch der östliche und ein Teil des nördlichen Grabens vorhanden. An deren Ufer stehen alte Eichenbäume. Die beiden Arme des Grabens umschließen den Obstgarten. Im Frühling blühen dort Narzissen, gefolgt von Obstbäumen und Rosen. Die Wiese wird nur zweimal im Jahr geschnitten, wird aber durch kurzgeschnittene Graswege erschlossen.

### Der weiße Garten
Am bekanntesten ist sicherlich der Weiße Garten. Die hier versammelten Pflanzen blühen in allen Schattierungen von Weiß, viele besitzen graues oder silberfarbiges Laub. Den Mittelpunkt bildet ein Pavillon, überrankt von einer weiß blühenden Kletterrose. Die Anlage wird in einem Gedicht Sackville Wests beschrieben. Er war vor allem für die Abendstunden bestimmt.

## Der Bauernhof

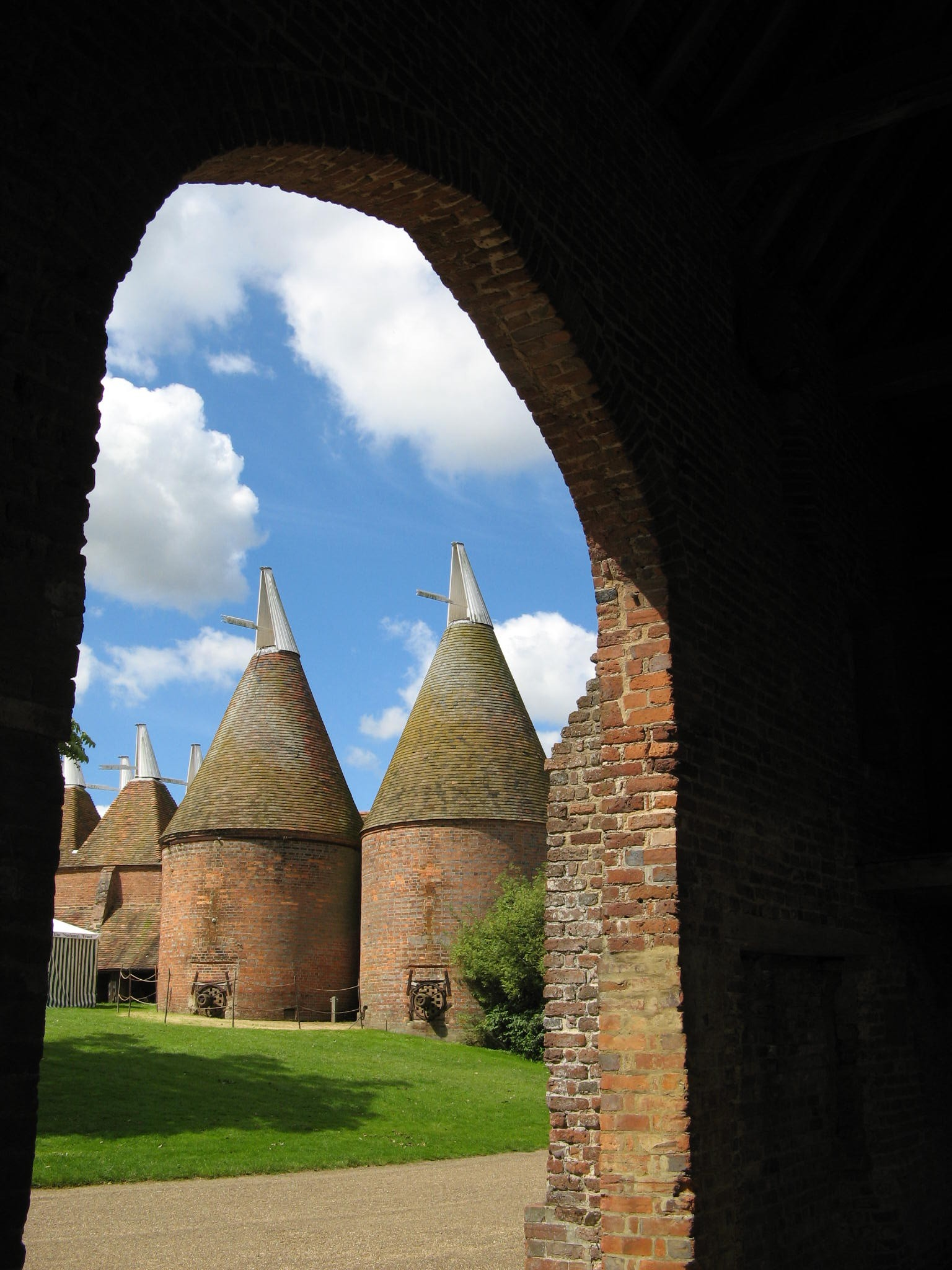
Hopfendarrtürme auf dem Gelände des Bauernhofes

Zu dem Anwesen gehörte ein Bauernhof, der 1855 von der Familie Cornwalli erbaut wurde. Das zugehörige Land wurde von den Nicholsons teilweise verpachtet. Der östliche Teil war an Hauptmann Oswald Beale, den Besitzer des angrenzenden Bettenham verpachtet. Er legte auf dem Gelände unter anderem einen Hopfengarten an. Außerdem gab es eine Milchfarm mit Shorthorn-Rindern. Als Vita Sackville-West 1936 das Vermögen ihrer Mutter erbte, kaufte sie Bettenham, das sich in wirtschaftlichen Schwierigkeiten befand, auf und stellte Beale als Verwalter ein. 1940 erstand sie Brissenden Farm, 1941 Little Bettenham. 1957 verstarb Beale, und sein Schwiegersohn, ein kanadischer Kampfpilot, übernahm sein Amt. Das Haus und das Land von Bettenham wurde 1963 von Harold Nicolson getrennt verkauft, um nach Vita Sackville-Wests Tod die Erbschaftssteuer zu bezahlen. Als Stearne 1967 starb, wurden sein Sohn James Beale und sein Onkel John Beale, ein Virologe, Pächter. Wegen wirtschaftlicher Probleme gaben die Beales die Farm 1989 auf, seitdem ist das Land an umliegende Farmer verpachtet, die Familie hat weiterhin Wohnrecht auf dem Hof. Die Landwirtschaft wurde auf moderne Intensivkultur umgestellt.